# Mordellistena nyctaletes
Mordellistena nyctaletes là một loài bọ cánh cứng trong họ Mordellidae. Loài này được Franciscolo miêu tả khoa học năm 1962.